# Xã Southbrook, Quận Cottonwood, Minnesota
Xã Southbrook (tiếng Anh: Southbrook Township) là một xã thuộc quận Cottonwood, tiểu bang Minnesota, Hoa Kỳ. Năm 2010, dân số của xã này là 79 người.